# Sint-Lambertuskerk (Huisseling)
De Sint-Lambertuskerk is een rooms-katholieke kerk in de Nederlandse plaats Huisseling. De kerk is gewijd aan Lambertus van Maastricht.
In Huisseling hebben door de eeuwen heen meerdere kerken gestaan. De eerste bekende vermelding van een kerk stamt uit 1421. Deze kerk wordt in 1621 gesloopt op last van de Staten-Generaal van de Nederlanden samen met de 29 aanwezige huizen van Huisseling. Reden hiervoor was dat van Ravenstein een vestingstad gemaakt werd, waarvoor het omliggend gebied een vrij schootsveld moest bieden. Iets verderop wordt in 1626 een nieuwe kerk gebouwd, welke in 1853 wordt vergroot. De kerk blijft te klein en in 1910 wordt gekozen voor nieuwbouw. Een jaar later wordt naar ontwerp van Caspar Franssen een nieuwe kerk opgeleverd.
De eenbeukige, neogotische kerk met transept, heeft aan de oostzijde een apsis met ten noorden daarvan gelegen toren. Het schip is voorzien van spitsboogvensters met glas-in-loodramen en aan de bovenkant versierd met boogfriezen. Het dak is voorzien van een zadeldak met kleine dakruiter aan de zijkant van het schip. De toren bestaat uit drie geledingen en wordt bekroond met een tentdak.
In de kerk zijn een aantal bijzondere elementen aanwezig: Een achtkantig hardstenen doopvont uit de 15/16e eeuw en een houten beeld van Eligius (gemaakt rond 1510-1525) vermoedelijk gemaakt door Henrick Douwerman.
De kerk is in 1965 aangewezen als rijksmonument. Daarnaast zijn een aantal onderdelen van de begraafplaats als zelfstandige rijksmonumenten benoemd.

## Galerij

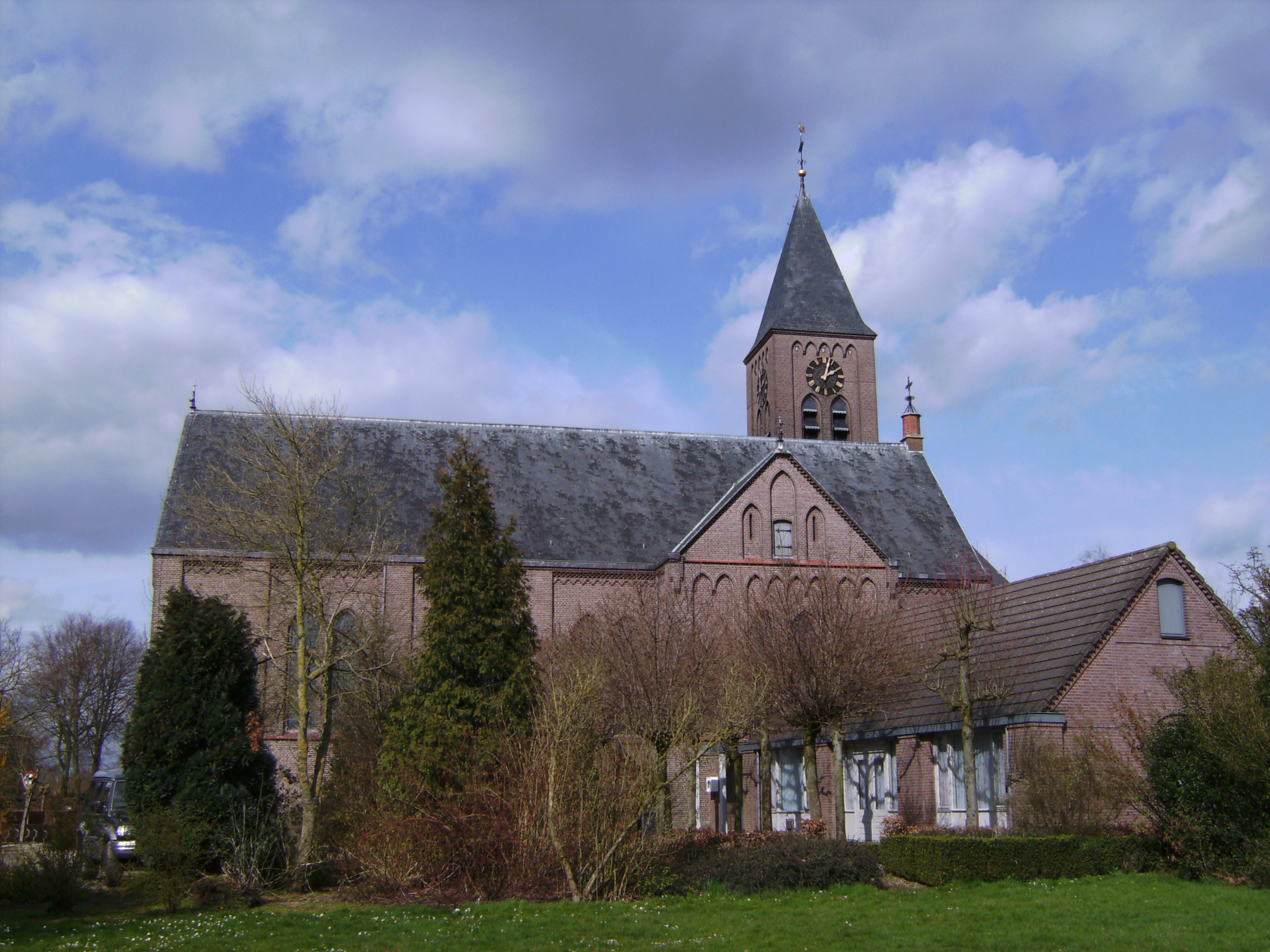
Aanzicht in 2008
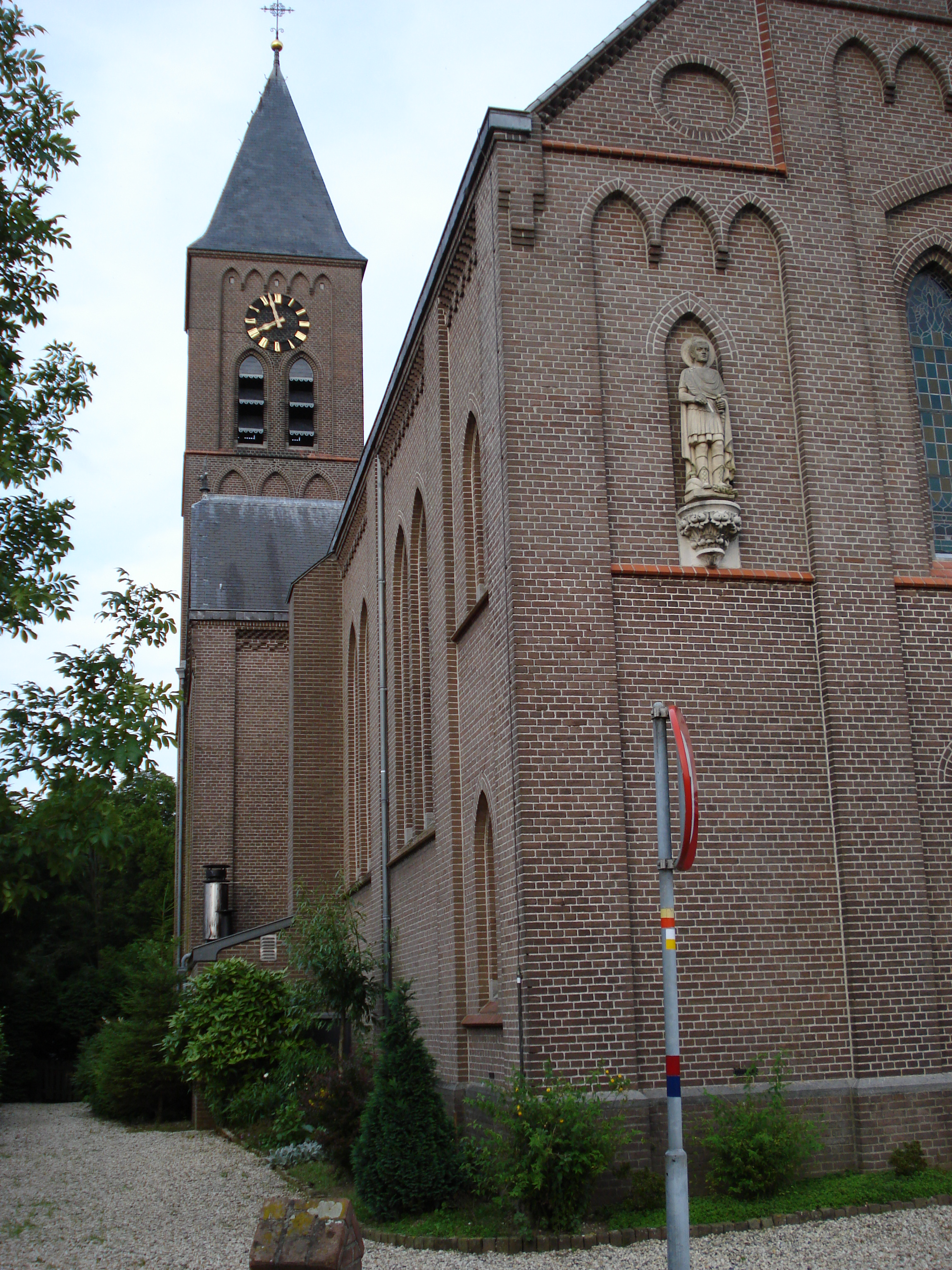
Zijaanzicht
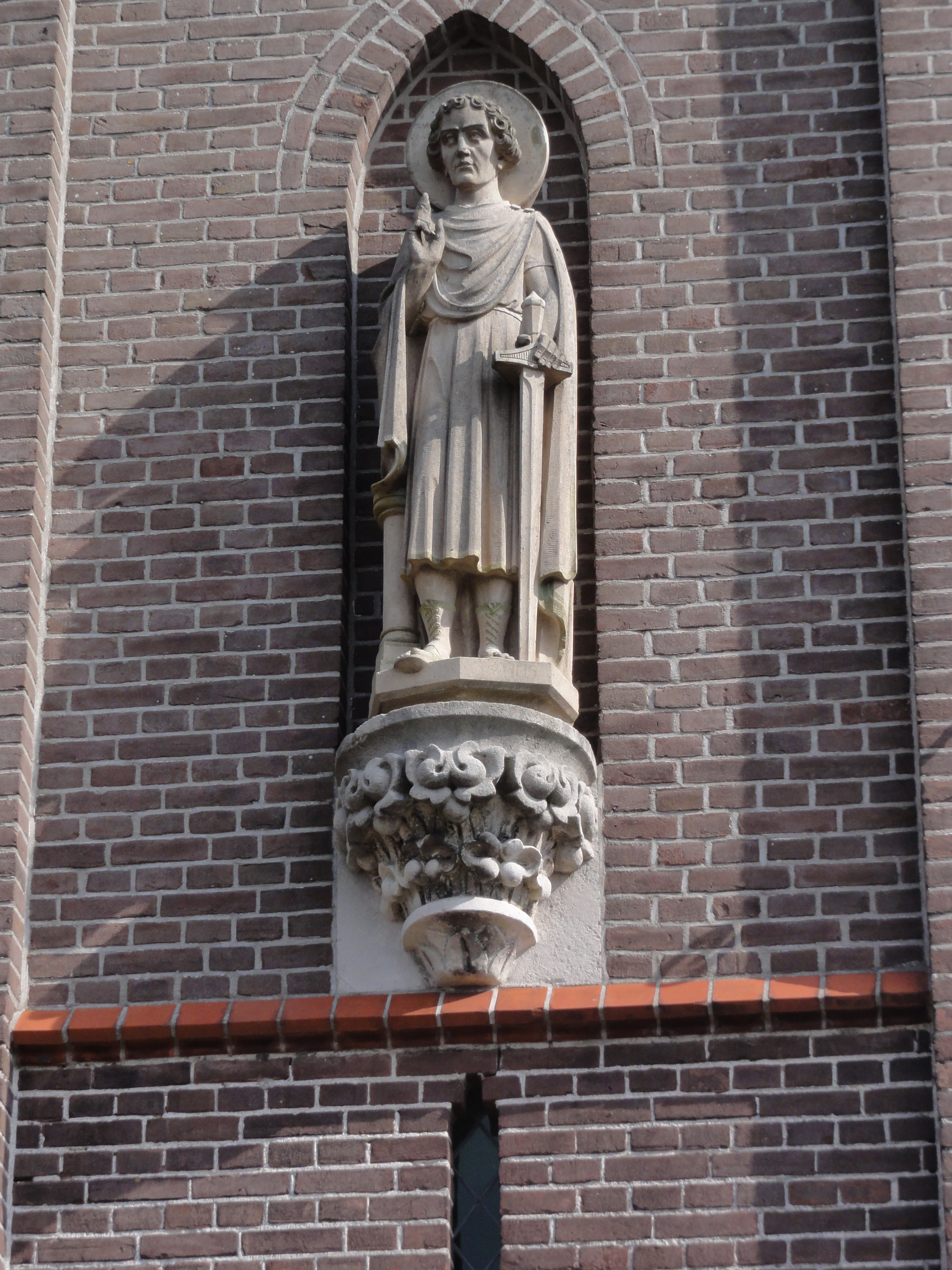
Beeld van Sint-Eligius
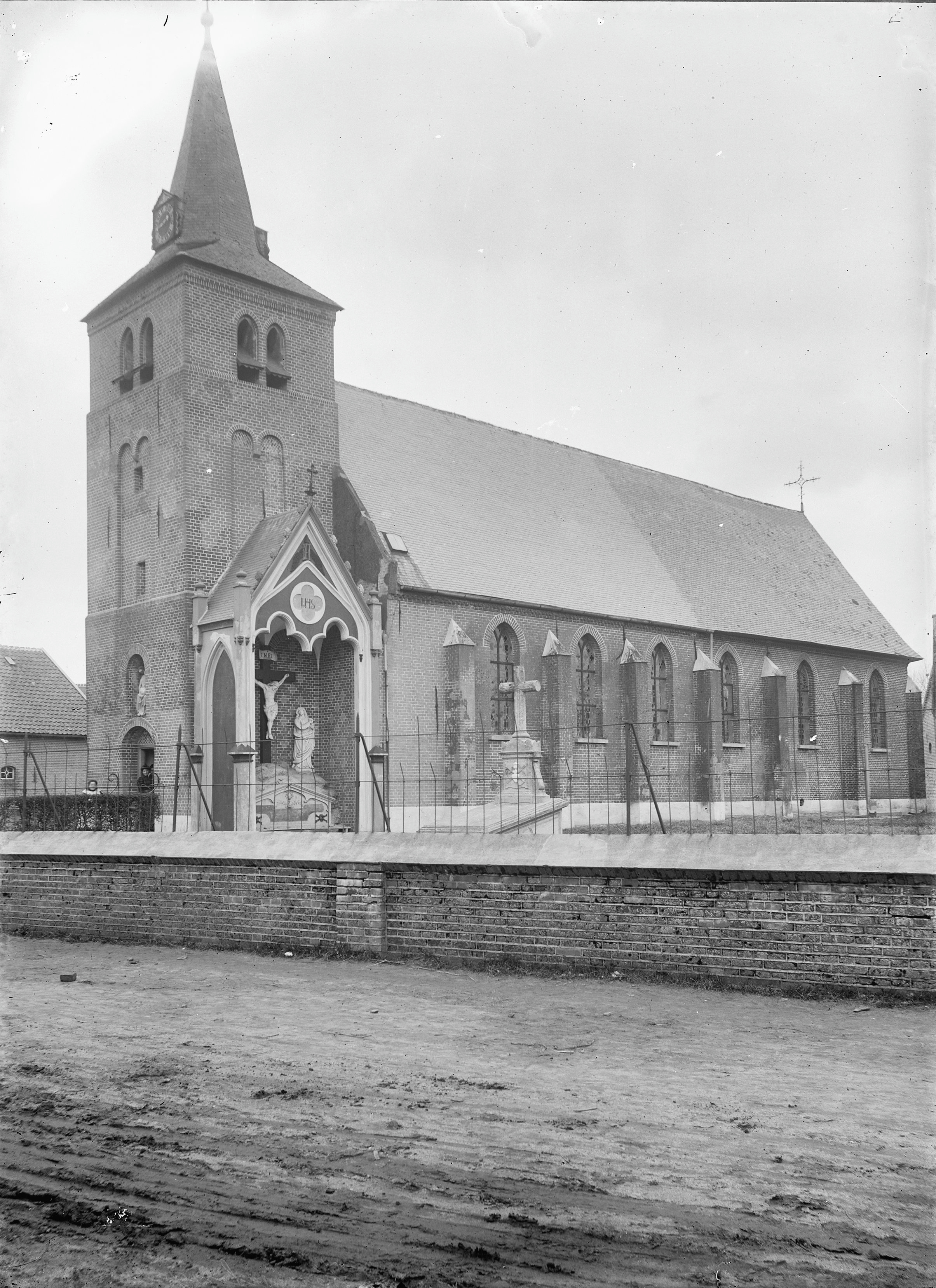
De voormalige kerk van Huisseling